# Billy Elliot
För musikalen, se Billy Elliot the Musical.
Billy Elliot är en dramafilm från 2000 regisserad av Stephen Daldry. Den nominerades till 13 BAFTA-utmärkelser.

## Referat
Filmen utspelar sig i norra England på 1980-talet. Den elvaårige Billy Elliot är en glad, positiv och ansvarsfull person som lever tillsammans med sin pappa Jackie, storebror Tony och sin förvirrade mormor i ett slitet hem. Hela familjen lever i en fattig tillvaro på grund av att pappan och storebrodern är strejkande gruvarbetare under gruvarbetarstrejken 1984–1985.
Trots det vill pappan att Billy ska boxas, han betalar för sonens boxningslektioner, boxning är något som går i släkten.
Pappa Jackie är i början av filmen ganska arg, men han är egentligen inte en så elak man. Han sörjer sin fru Sarah, som dött.
Trots att Billy är en dålig boxare fortsätter han för att inte göra sin pappa besviken men när han väl får se en klass med elever som dansar balett faller han för det direkt. Han blir snart helt uppslukad av dansen och av den stränga men välmenande balettlärarinnan Mrs Wilkinson. Hon upptäcker att Billy är en riktig naturbegåvning och hans dröm förändrar alla han kommer i kontakt med.
När pappan en dag går till lokalen och upptäcker att Billy dansar balett står han en stund och ser på, innan han vänder sig om och springer. Tillsammans hjälps Jackie och Tony åt för att spara ihop pengar till Billy, som reser till London för att göra inträdesprovet till Royal Ballet School.

## Rollista (i urval)
- Jamie Bell – William "Billy" Elliot
- Julie Walters – Mrs. Wilkinson (Sandra)
- Gary Lewis – pappa, Jackie Elliot
- Jean Heywood – mormor, Edna
- Jamie Draven – Tony Elliot
- Stuart Wells – Michael Caffrey
- Nicola Blackwell – Debbie Wilkinson
- Mike Elliot – George Watson
- Billy Fane – Mr. Braithwaite
- Colin MacLachlan – Mr. Tom Wilkinson
- Merryn Owen – vuxne Michael
- Adam Cooper – vuxne Billy